# Hermann von der Schulenburg (General)
Hermann Otto Ludwig Karl Graf von der Schulenburg (* 4. Dezember 1794 in Emden, Provinz Sachsen; † 12. März 1860 in Potsdam) war ein preußischer Generalleutnant.

## Leben

### Familie
Hermann war ein Sohn des Grafen Alexander von der Schulenburg (1762–1820) aus dem Hause Emden und dessen Ehefrau Karoline, geborene von Alvensleben (1766–1856).

### Militärkarriere
Schulenburg absolvierte das Gymnasium in Magdeburg, studierte anschließend zunächst an der Universität in Berlin und ab Mitte Mai 1813 Bergwissenschaften an der Universität Göttingen. Nach dem Beginn der Befreiungskriege trat er am 1. November 1813 als freiwilliger Jäger der Garde-Volontär-Kosaken-Eskadron der Preußischen Armee bei und kam 1814 zum 12. Reserve-Infanterie-Regiment. Schulenburg nahm an der Schlacht bei Paris teil, avancierte im April 1815 zum Sekondeleutnant und kämpfte bei Ligny. Für sein Verhalten bei Waterloo wurde ihm das Eiserne Kreuz II. Klasse verliehen.
Am 2. August 1815 folgte seine Versetzung in das 2. Garde-Regiment zu Fuß und daran schloss sich ab 3. Oktober 1815 unter Beförderung zum Premierleutnant eine Verwendung in der Adjutantur in Trier an. Bis Ende März 1833 stieg Schulenburg zum Major und Adjutanten beim Generalkommando des IV. Armee-Korps auf. Am 30. März 1839 trat er als Kommandeur des II. Bataillons im 31. Infanterie-Regiment in den Truppendienst zurück und wurde in dieser Stellung Mitte März 1843 Oberstleutnant. Mit seiner Beförderung zum Oberst beauftragte man ihn dann am 31. März 1846 zunächst mit der Führung des 2. Infanterie-(Königs-)Regiments und ernannte Schulenburg am 5. Oktober 1846 zum Regimentskommandeur. Bei der Niederschlagung der Märzrevolution 1848 in Berlin wurde er an der Spitze einer Sturmkolonne schwer verwundet. Nach seiner Gesundung erhielt er Anfang Dezember 1849 das Kommando über die 9. Landwehr-Brigade in Glogau und avancierte im September 1851 zum Generalmajor. Ende April 1852 wurde sein Großverband aufgelöst und als 18. Infanterie-Brigade errichtet. Schulenburg blieb bis zum 8. Dezember 1854 Brigadekommandeur und nahm unter Verleihung des Charakters als Generalleutnant mit Pension seinen Abschied.
Er war Ritter des Johanniterordens.

### Familie
Schulenburg hatte sich am 25. Januar 1815 mit Auguste von Eickstedt (1796–1860) verheiratet. Aus der Ehe gingen sieben Kinder hervor, darunter der Kapuziner Ludovicus (1829–1865).